# Partito Socialdemocratico (Serbia)
Il Partito Socialdemocratico (in serbo Социјалдемократска странка - СДС?, Socijaldemokratska stranka - SDS) è un partito politico serbo di orientamento socialdemocratico; fondato nel giugno 2014 dall'ex Presidente della Repubblica Boris Tadić, fuoriuscito dal Partito Democratico, era inizialmente designato Nuovo Partito Democratico (Нова демократска странка, Nova demokratska stranka) e, dopo una breve federazione coi Verdi di Serbia, è tornato ad essere un soggetto politico autonomo, venendo ridenominato nell'ottobre 2014.

## Risultati
| Elezione          | Voti       | %          | Seggi      |
| ----------------- | ---------- | ---------- | ---------- |
| Parlamentari 2014 | 204.767    | 5,70       | 18 / 250   |
| Parlamentari 2016 | 189.564    | 5,02       | 13 / 250   |
| Parlamentari 2020 | Boicottate | Boicottate | Boicottate |
| Parlamentari 2022 | 63.560     | 1,67       | 0 / 250    |
| 1. 2. 3.          |            |            |            |